# Rytigynia saliensis
Rytigynia saliensis är en måreväxtart som beskrevs av Bernard Verdcourt. Rytigynia saliensis ingår i släktet Rytigynia och familjen måreväxter. Inga underarter finns listade i Catalogue of Life.